# دیتلند (آریزونا)
دیتلند (به انگلیسی: Dateland) یک منطقهٔ مسکونی در ایالات متحده آمریکا است که در شهرستان یوما، آریزونا واقع شده‌است. دیتلند ۵۷٫۲۱ کیلومتر مربع مساحت و ۱۱٬۲۶۵ نفر جمعیت دارد و ۱۳۳ متر بالاتر از سطح دریا واقع شده‌است.